# Győri Emil
Győri Emil (Álnevei: Traian Cornea, André Durois, Henry F. Clark, Boris D. Sibleff, Pueblo del Cazartos, Irwing Berlin.) (Temesvár, 1884. július 30. – Bukarest, 1941. március 2.) erdélyi magyar zeneszerző, szövegíró, színműíró.

## Életútja
A temesvári főreáliskolában érettségizett, a budapesti Színművészeti Főiskolán Hegedűs Gyula tanítványaként szerzett színészi diplomát. Krecsányi Ignác buda–temesvári színtársulatához, majd egy londoni filmvállalathoz szegődött. Az első világháború kitörésekor mint idegen állampolgárt internálták Angliába, szabadulása után Temesvárra került banktisztviselőnek.
Angliában kezdett zeneszerzéssel foglalkozni. A két világháború között egyike a legsikeresebb operett-, táncdal-, sanzon- és nótaszerzőknek. Több dala népszerű volt, néhány dala hanglemezre került. Táncdalai, operettáriái, nótái rendszeresen megjelentek a Váradi Zoltán szerkesztette Morawetz Album című kottagyűjteményekben. Megzenésítette Petőfi, Kemény Simon, Illésné Sas Jolán, Somló Károly, Várady Aladár, Nádassy Ernő, Kálmán Andor, Tihanyi Vilmos és mások verseit, ill. dalszövegeit.
Temesvárt mutatták be Uhlyárik Béla szövegére és Kozmuth Artúr verseire szerzett Kölcsönkért feleség (1920), valamint Kálmán Andor szövegére szerzett Tehetség a fő (1923) és Meghalok utánad (1924) című operettjeit, utóbbit Aradon, Nagyváradon és Marosvásárhelyt is játszották. A temesvári Thália Kabaré 1925-ben vitte színre Miss Mary című egyfelvonásos operettjét Bugél Jenő szövegével. Első éjszaka című operettje Kálmán Andor szövegével 1933-ban került színre Temesvárt és Aradon.
Az Arany János Társaság 1933-ban választotta tagjai sorába. 1935-ben Bukarestbe költözött, ahol könnyűzeneszerzéssel foglalkozott.